# Gernot Bauer (Journalist, 1970)
Gernot Bauer (* 1970) ist ein österreichischer Journalist des Nachrichtenmagazins profil.

## Leben
Bauer absolvierte von 1996 bis 1997 den Redaktionslehrgang für Magazinjournalismus von profil und der Universität Wien. Seit 1998 ist er Redakteur im Innenpolitik-Ressort von profil. Sein Studium schloss er 2004 mit der Diplomarbeit Die Argentinien-Krise unter Berücksichtigung der Länderrisikoanalyse als Mag. rer. soc. oec. an der Wirtschaftsuniversität Wien ab.
Zu seinen Schwerpunkten zählen Wirtschafts- und Sicherheitspolitik sowie Hintergrundberichte zu Parteien und Regierungen. Bauers Leitsätze für den Berufsanwärter sind: Langweile dein Publikum ebenso wenig wie dich selbst. Trainiere dein Gedächtnis. Sei immer skeptisch gegenüber fremden Ratschlägen, sonst verfehlst du deinen Beruf.
Einer breiten Öffentlichkeit bekannt wurde Bauer durch Aufdeckungsjournalismus im Zusammenhang mit der Silberstein-Affäre während der Nationalratswahl in Österreich 2017.

## Arbeiten (Auszug)

### Gender Pay Gap
Anlässlich des Equal Pay Day 2012 hinterfragte Bauer gemeinsam mit Robert Treichler in der Titelgeschichte Löhne: Die Wahrheit über die Ungleichheit, was es tatsächlich mit der Einkommensschere zwischen Frauen und Männern von 25,5 Prozent auf sich hat. Nach Befragung von Betriebsratsvorsitzenden großer österreichischer Unternehmen stellte sich heraus, es gebe keine Diskriminierung. Frauenpolitikerinnen operierten bewusst mit falschen Zahlen als Waffe im Geschlechterkampf. Das Festhalten an derart überkommenen Mythen grenze an Realitätsverweigerung. Dort, wo noch marginale Unterschiede auftreten, sind diese durch Montagearbeiten beziehungsweise von Mehrleistungen erklärbar. Auch im Management herrsche Einkommensgleichheit und lägen Unterschiede von 5 Prozent unterhalb der statistischen Signifikanz. Das deutsche Statistische Bundesamt verfüge dank einer Stichprobe von 3,1 Millionen Beschäftigten über so detaillierte Daten, dass es 15 verzerrende Faktoren ausschalten konnte und der bereinigte Unterschied auf acht Prozent sank. Dabei sind Babypausen auf Grund fehlender Daten noch gar nicht berücksichtigt.

#### Reaktionen
Die Recherche brachte den beiden Journalisten und der Redaktion heftige Kritik von Frauenorganisationen und Politikerinnen ein. Die SPÖ-Politikerin Ilse Fetik, Betriebsratsvorsitzende der Erste Bank, warf profil vor, es sei an einer ordentlichen Recherche gar nicht interessiert und bot ihre Expertise an. In der Folge bestätigte Fetik, „auch in ihrem Unternehmen sei eigentlich alles in Ordnung.“ Die Frauenorganisation Plattform 20000frauen forderte, „Männer sollten niemals über Frauendiskriminierung schreiben, denn sie tun das notgedrungenermaßen mit einer sich durch ihre Geschlechtszugehörigkeit und der daraus resultierenden Verortung in der Gesellschaft ergebenden Voreingenommenheit.“ Barbara Blaha relativierte die kolportierte prozentuale Einkommensschere und fokussierte auf die Frage, warum es überhaupt Einkommensunterschiede gäbe. Frauenministerin Gabriele Heinisch-Hosek konnte zur Frage der Beweisbarkeit des großen Einkommensunterschiedes „leider keine Zahl festmachen“. Maßnahmen wie verpflichtende Einkommensberichte wären aber ein Instrument für Firmen, um festzustellen, ob sie Frauen diskriminieren würden. Auch Teilzeitarbeit würde sich später in der Pension mit geringerem Einkommen rächen.
Auch in der eigenen Redaktion stieß der Artikel nicht nur auf Zustimmung. Ulla Schmid fragte, warum die Tätigkeit eines Malers mehr wert wäre als jene einer Friseurin. Elfriede Hammerl bemängelte, dass eine Altenpflegerin weniger verdiene als ein Maurer und dies, neben der Geringschätzung der Leistung von Frauenarbeit, Diskriminierung wäre.

#### Negativpreis
Dem Profil-Herausgeber Christian Rainer wurde unter anderem wegen der Titelgeschicht zur Einkommensschere vom österreichische Frauennetzwerk Medien 2013 das Rosa Handtaschl verliehen. Vor einer Preisverleihung würde er sich nicht drücken, begleitet von fünf männlichen Redakteuren, die jüngst in Väterkarenz waren.

### Silberstein-Affäre
Die Silberstein-Affäre war konzertiertes politisches Dirty Campaigning während der Nationalratswahl in Österreich 2017 durch die den Bundeskanzler stellende Sozialdemokratische Partei Österreichs (SPÖ), gemeinsam mit von ihr beauftragten, für diese Wahlkampfmethode bekannte Politikberater. Benannt ist sie nach dem israelischen Spin-Doctor Tal Silberstein, der von der SPÖ seit 2001 für Wahlkämpfe engagiert wurde.
Mit Silbersteins Verhaftung am 14. August in Israel wegen des Verdachts der Bestechung, Urkundenfälschung und Geldwäsche und der darauffolgenden Lösung seines Vertrages mit der SPÖ, tauchten bald erste SPÖ-Wahlkampfunterlagen aus seinem Umfeld in den Medien auf. Die Affäre wurde in der Folge durch weitere umfangreiche, an Gernot Bauer vom profil und Anna Thalhammer von der Tageszeitung Die Presse geleakte Unterlagen aus der SPÖ-Parteizentrale intensiviert. Bis zur Wahl am 15. Oktober war die SPÖ zu zahlreichen Dementis gezwungen, die durch die beiden Medien jeweils kurz darauf widerlegt wurden und so den öffentlichen Diskurs am Laufen hielten.
Die Kampagne richtete sich im Wesentlichen gegen den politischen Mitbewerber Sebastian Kurz, der am 14. Mai 2017 die Parteiführung der Österreichischen Volkspartei (ÖVP) übernommen hatte und dessen enorm hohen Beliebtheitswerte vor allen anderen Regierungspolitikern eine Gefahr für die SPÖ darstellten. Sie wurde vorwiegend unter falscher Urheberschaft über anonyme Facebook-Seiten geführt, die anfangs dem Nahbereich der Freiheitlichen Partei Österreichs (FPÖ) zugeordnet wurden. Die Inhalte bedienten teils rassistische, antisemitische und fremdenfeindliche Schemata. Die Strategie hinter den Seiten war, jene, die mit Kurz sympathisieren, abzuschrecken, andererseits der FPÖ die Gestaltung der Seiten unterzuschieben, weil sich Dirty Campaigning beim Wähler immer negativ auf den Absender auswirkt. Die Berichterstattung führte zum Rücktritt des SPÖ-Bundesgeschäftsführers und Wahlkampfleiters Georg Niedermühlbichler und zur Suspendierung des SPÖ-Wahlkampfmanagers Paul Pöchhacker. Weiter war die SPÖ gezwungen, ihre Vereinbarungen und Honorare mit Silberstein offenzulegen sowie wegen rassistischer und antisemitischer Inhalte der Facebook-Seiten das Bundesamt für Verfassungsschutz und Terrorismusbekämpfung einzuschalten.
Bei der Wahl überholte die ÖVP die SPÖ mit deutlichem Abstand und wurde stimmenstärkste Partei. Die SPÖ hielt ihren Stimmenanteil aus der Nationalratswahl 2013 und landete als Zweite knapp vor der FPÖ, die ebenfalls deutlich zulegte. Durch massive Abwanderung von Stimmen, unter anderem zur SPÖ, schieden die Grünen nach 31 Jahren aus dem Nationalrat aus. Am 18. Dezember 2017 wurde die Bundesregierung Kurz I aus einer Koalition zwischen ÖVP und FPÖ angelobt.

#### Vorwürfe an Journalisten
Nach den ersten Veröffentlichungen sahen sich Bauer und Thalhammer dem Vorwurf ausgesetzt, sich mit Informationen anfüttern zu lassen, um der SPÖ zu schaden. Bauer dazu: „Eine Anfütterung und Instrumentalisierung wäre ja nur denkbar, wenn der Journalist seinen Artikel nach den Vorstellungen des Informanten verfasst. Dies kann man für ‘Profil’ kategorisch ausschließen.“ Die Zeitschrift Falter stellte den Anspruch, die profil und Die Presse zugespielten Informationen überprüfen zu wollen und wurde auf den Quellenschutz verwiesen. Auch Christoph Matznetter (SPÖ), der vom damaligen Bundeskanzler Christian Kern (SPÖ) als Leiter eines Krisenstabs zur Aufklärung der Silberstein-Affäre eingesetzt wurde und in „teils aggressiven, teils erratischen Auftritten“ eine „Täter-Opfer-Umkehr betrieb“, forderte „allen Ernstes die Journalistin der Presse auf[forderte], ihre Quellen offenzulegen.“
Der Medienwissenschaftler Fritz Hausjell kritisierte, dass die Enthüllungen nicht durch journalistische Arbeit wie Recherche zustande gekommen wären. Der Datenschutzaktivist Maximilian Schrems regte indirekt eine Aufweichung des Redaktionsgeheimnisses an.

#### Bedrohung und Verfolgung
Gemeinsam mit dem Herausgeber von profil, Christian Rainer, berichtete Bauer am 3. Oktober von Drohungen durch: „nicht wie üblich von anonymen, meistens rechtsradikalen und linksradikalen, sondern von dem, was man gestandene SPÖ-Wähler nennt, die uns richtig bedroht haben.“
Bauer und Thalhammer wurden Mitte Oktober 2017 darauf aufmerksam gemacht, dass sie beschattet würden. Das Wiener Landesamt für Verfassungsschutz verfolgt Hinweise auf eine israelische Security-Firma.

## Werke
- Wie werde ich Innenpolitik-Journalist? In: Reinhard Christl, Silke Rudorfer (Hrsg.): Wie werde ich Journalist/in? Wege in den Traumberuf. LIT, Wien 2007, ISBN 978-3-7000-0687-9, S. 207–214.
- Mit Robert Treichler: Kickl und die Zerstörung Europas, Paul-Zsolnay-Verlag, Wien 2024, ISBN 978-3-552-07503-0[32]